# Саша Миленић
Саша Миленић (1967) је песник из Крагујевца. Дипломирао је на групи за филозофију Филозофског факултета у Београду, професор у Првој крагујевачкој гимназији.
Председник Скупштине града Крагујевца и народни посланик, оснивач је странке “Заједно за Шумадију“ и писац њеног Начела политичког деловања. Посвећен теми самообликовања завичајног света. Објавио више есеја и књиге песама: Погледај дом свој (са В. Јагличићем и Ј. Јанковићем, КК Катарина Богдановић, Крагујевац, 1989), Уклет посед (НБ Двери, Крагујевац, 1991), С коца и конопца (Нова Светлост, Крагујевац, 1998) и Црно на бело (Нова Светлост, Крагујевац, 2002). 